# Протић (презиме)
Протић је српско презиме. Значајни људи са презименом су:
- Коста Протић (1831–1892), српски војни официр
- Милан Ст. Протић (рођен 1957), српски историчар, политичар и дипломата
- Милорад Б. Протић (1911–2001), српски астроном
- Миодраг Б. Протић (1922–2014), српски сликар
- Немања Протић (рођен 1986), српски кошаркаш
- Стојан Протић (1857–1923), српски политичар и књижевник